# Роверето
Роверѐто (на италиански: Rovereto, на местен диалект: Roveredo, Ровередо) е град и община в Северна Италия, автономна провинция Тренто, автономен регион Трентино-Южен Тирол. Разположен е на 204 m надморска височина. Населението на общината е 39 136 души (към 2010 г.).